# Paralucia spinifera
Paralucia spinifera är en fjärilsart som beskrevs av Edwards och Ralph S. Common 1978. Paralucia spinifera ingår i släktet Paralucia och familjen juvelvingar. IUCN kategoriserar arten globalt som starkt hotad. Inga underarter finns listade i Catalogue of Life.